# Batang Kulim
Batang Kulim is een bestuurslaag in het regentschap Pelalawan van de provincie Riau, Indonesië. Batang Kulim telt 2997 inwoners (volkstelling 2010).